# Szermierka na Igrzyskach Azjatyckich 1994
Szermierka na Igrzyskach Azjatyckich 1994 – jedna z dyscyplin rozgrywana podczas XII Igrzysk Azjatyckich w japońskim mieście Hiroszima. Zawody odbyły się w dniach 3-10 października 1994 w hali sportowej Mihara Region Plaza. 

## Medaliści

### Mężczyźni
| Złoto                                                                                              | Srebro                                                                                     | Brąz                                                                                            | Źródło |
| Floret                                                                                             | Floret                                                                                     | Floret                                                                                          |        |
| -------------------------------------------------------------------------------------------------- | ------------------------------------------------------------------------------------------ | ----------------------------------------------------------------------------------------------- | ------ |
| Dong Zhaozhi                                                                                       | Yoshihide Nagano                                                                           | You Bong-hyung                                                                                  | [ 2 ]  |
| Korea Południowa · Chung Soo-ki · Kim Seung-pyo · Kim Yong-kook · Kim Young-ho · You Bong-hyung    | Chiny · Dong Zhaozhi · Wang Haibin · Wang Lihong · Xu Xuening · Ye Chong                   | Japonia · Yasunori Amao · Yūsuke Aoki · Hiroki Ichigatani · Yoshihide Nagano · Akira Tamura     | [ 3 ]  |
| Szpada                                                                                             |                                                                                            |                                                                                                 |        |
| Xu Xuening                                                                                         | Aleksiej Piscow                                                                            | Siergiej Szabalin                                                                               | [ 4 ]  |
| Kazachstan · Dmitrij Dimow · Andriej Mazanow · Aleksiej Piscow · Siergiej Szabalin · Jurij Cwietow | Chiny · Du Zhencheng · Xu Xuening · Xu Zhongzhu · Ye Chong · Zhao Gang                     | Korea Południowa · Ku Kyo-dong · Lee Sang-ki · Lee Sang-yup · Park Choon-kun · Yoon Won-jin     | [ 5 ]  |
| Szabla                                                                                             |                                                                                            |                                                                                                 |        |
| Kim Sang-wook                                                                                      | Lee Hyo-kun                                                                                | Katsumi Yamaguchi                                                                               | [ 6 ]  |
| Chiny · Qiao Min · Li Yi · Ning Xiankui · Wang Lihong · Yang Zhen                                  | Korea Południowa · Kim Sang-wook · Lee Hyo-kun · Lee Hyun-soo · Lee Soo-kun · You Sang-joo | Japonia · Yoshihide Chiba · Kōji Emura · Hiroshi Hashimoto · Tadayoshi Katō · Katsumi Yamaguchi | [ 7 ]  |

### Kobiety
| Złoto                                                  | Srebro                                                                                   | Brąz                                                                                              | Źródło |
| Floret                                                 | Floret                                                                                   | Floret                                                                                            |        |
| ------------------------------------------------------ | ---------------------------------------------------------------------------------------- | ------------------------------------------------------------------------------------------------- | ------ |
| Xiao Aihua                                             | Chang Mi-kyung                                                                           | Lee Jeong-sook                                                                                    | [ 8 ]  |
| Chiny · Liang Jun · Wang Huifeng · Xiao Aihua · Ye Lin | Japonia · Ayako Katō · Nona Kiritani · Rika Monogaki · Yūko Takayanagi · Miki Yoshimatsu | Korea Południowa · Chang Mi-kyung · Chun Mi-kyung · Lee Hwa-young · Lee Jeong-sook · Lim Mi-kyung | [ 9 ]  |

## Tabela medalowa
| Pozycja | Reprezentacja    | Złoto | Srebro | Brąz | Razem |
| ------- | ---------------- | ----- | ------ | ---- | ----- |
| 1.      | Chiny            | 5     | 2      | 0    | 7     |
| 2.      | Korea Południowa | 2     | 3      | 4    | 9     |
| 3.      | Kazachstan       | 1     | 1      | 1    | 3     |
| 4.      | Japonia          | 0     | 2      | 3    | 5     |
| Razem   | Razem            | 8     | 8      | 8    | 24    |